# Programmazione dinamica
In informatica, la programmazione dinamica è una tecnica di progettazione di algoritmi basata sulla divisione del problema in sottoproblemi e sull'utilizzo di sottostrutture ottimali. Questa tecnica è applicabile quando il problema presenta sottoproblemi sovrapposti e può trasformare algoritmi con complessità temporale esponenziale in algoritmi con complessità polinomiale.

## Storia
Il termine è stato inizialmente utilizzato negli anni quaranta dal matematico Richard Bellman per descrivere il processo di soluzione dei problemi in cui sia necessario trovare le soluzioni migliori una dopo l'altra. Nel 1953 affinò il termine che assunse il significato moderno. Questo metodo fu studiato per l'analisi di sistemi e scopi ingegneristici riconosciuti dall'IEEE.
La parola programmazione in "programmazione dinamica" non ha alcuna particolare attinenza con la programmazione informatica. Originariamente il termine programmazione dinamica si applicava unicamente alla soluzione di alcuni tipi di problemi operativi al di fuori dell'area informatica, esattamente come nel caso della programmazione lineare. Un programma è semplicemente la pianificazione per l'azione che sarà prodotta. Per esempio una lista mirata di eventi, nel caso di una esibizione, è talvolta chiamata programma. Programmare, in questo caso, significa trovare un piano d'azione accettabile.
Il termine "dinamica" si riferisce alla natura temporale dei problemi di decisione sequenziale che Bellman stava studiando, mentre "programmazione" deriva dal concetto militare di programma come piano d'azione. La sua importanza nell'informatica teorica è stata riconosciuta con l'assegnazione del Premio Turing 1975 a Richard Bellman.

## In generale

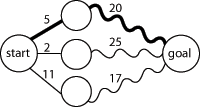
Figura 1. Ricerca del cammino minimo in un grafo utilizzando le sottostrutture ottimali; una linea ondeggiata indica il cammino minimo tra i vertici che connette; le linee in grassetto indicano il cammino minimo completo tra il vertice di partenza e quello di arrivo.

Sottostruttura ottimale significa che la soluzione ottimale al sottoproblema può essere utilizzata per trovare la soluzione ottimale dell'intero problema. Per esempio il cammino minimo da un vertice di partenza a un vertice di arrivo in un grafo aciclico può essere trovato calcolando dapprima il cammino minimo al punto di arrivo da tutti i vertici adiacenti, e quindi utilizzarlo per trovare il miglior cammino completo, come mostrato in Figura 1. In generale è possibile risolvere un problema con una sottostruttura ottimale utilizzando un processo a tre passi:
1. suddividere il problema in sottoproblemi più piccoli;
2. risolvere questi problemi in modo ottimale, utilizzando in modo ricorsivo questo processo a tre passi;
3. usare queste soluzioni ottimali per costruire una soluzione ottimale al problema originale.

A loro volta i sottoproblemi sono risolti suddividendoli in sotto-sottoproblemi e così via, finché non si raggiungono alcuni casi facili da risolvere.

Figura 2. Il grafo del sottoproblema per la successione di Fibonacci. Il fatto che non sia un albero ma un DAG, indica sottoproblemi sovrapposti.

Dire che un problema ha  sottoproblemi sovrapponibili equivale a dire che gli stessi sottoproblemi sono utilizzabili per risolvere diversi problemi più ampi. Per esempio nella successione di Fibonacci, F3 = F1 + F2 e F4 = F2 + F3, per il calcolo di entrambi i numeri è necessario il calcolo di F2. Siccome sia F3 sia F4 sono necessari per il calcolo di F5, un approccio ingenuo al calcolo di F5 può condurre a calcolare F2 due o più volte. Ciò si applica ogniqualvolta si presentino problemi sovrapponibili: un approccio ingenuo potrebbe sprecare del tempo ricalcolando la soluzione ottimale a sottoproblemi già risolti.
Al contrario, per evitare che ciò accada, occorre salvare la soluzione dei problemi già risolti. Quindi, se in seguito si necessita di risolvere lo stesso problema, è possibile riprendere e riutilizzare la soluzione già calcolata. Questo approccio è chiamato memoizzazione (non memorizzazione, anche se questo termine può risultare adeguato). Essendo sicuri che una particolare soluzione non sarà riutilizzata, è possibile liberarsene per risparmiare spazio. In alcuni casi è possibile calcolare in anticipo delle soluzioni a sottoproblemi, sapendo che successivamente saranno necessarie.
In sostanza la programmazione dinamica fa uso di:
- sottoproblemi sovrapponibili;
- sottostrutture ottimali;
- memoizzazione.

La programmazione dinamica generalmente si basa su uno dei due seguenti approcci.
- Top-down: deriva direttamente dalla formulazione ricorsiva. Il problema è spezzato in sottoproblemi, questi sono risolti, e la soluzione è ricordata, nel caso sia necessario risolverli ancora. Si tratta di una combinazione di ricorsione e memoizzazione.
- Bottom-up: sono risolti innanzitutto tutti i sottoproblemi che possono essere necessari e successivamente sono utilizzati per costruire la soluzione a problemi più ampi. Questo approccio è leggermente migliore come dimensione degli stack e numero di chiamate alle funzioni, ma talvolta risulta non intuitivo prefigurarsi tutti i sottoproblemi necessari alla soluzione di un dato problema.

Alcuni linguaggi di programmazione possono memoizzare automaticamente con speciali estensioni  Archiviato il 2 settembre 2006 in Internet Archive. il risultato di una chiamata di funzione con un particolare insieme di argomenti, al fine di velocizzare la valutazione (meccanismo noto come call-by-need). Ciò è possibile solo per funzioni che non presentano effetti collaterali, cosa sempre vera in Haskell, ma raramente in linguaggi imperativi.

## Confronto con altri paradigmi
| Paradigma               | Strategia                | Sottoproblemi | Complessità tipica |
| ----------------------- | ------------------------ | ------------- | ------------------ |
| Programmazione dinamica | Memoization/Tabulation   | Sovrapposti   | O(n²) - O(n³)      |
| Algoritmo greedy        | Scelta localmente ottima | Nessuno       | O(n log n)         |
| Divide et impera        | Suddivisione ricorsiva   | Indipendenti  | O(n log n)         |
| Backtracking            | Esplorazione con ritorno | Tutti         | O(2ⁿ) - O(n!)      |

La differenza fondamentale tra programmazione dinamica e divide et impera risiede nella natura dei sottoproblemi: nella programmazione dinamica i sottoproblemi si sovrappongono e vengono risolti più volte, richiedendo memoization per l'efficienza. Nel divide et impera, i sottoproblemi sono tipicamente indipendenti e non si ripetono.

## Esempi

### Successione di Fibonacci
Una implementazione naïve di una funzione che cerchi l'n-mo membro della successione di Fibonacci, basato direttamente sulla definizione matematica:
```
function fib(n)
     if n = 0 or n = 1
         return n
     else
         return fib(n − 1) + fib(n − 2)

```

Notare che se si chiama fib(5), si produce un albero di chiamate che chiama più volte la medesima funzione sullo stesso valore:
1. fib(5)
2. fib(4) + fib(3)
3. (fib(3) + fib(2)) + (fib(2) + fib(1))
4. ((fib(2) + fib(1)) + (fib(1) + fib(0))) + ((fib(1) + fib(0)) + fib(1))
5. (((fib(1) + fib(0)) + fib(1)) + (fib(1) + fib(0))) + ((fib(1) + fib(0)) + fib(1))

In particolare, fib(2) è stato calcolato interamente per due volte. In esempi più estesi sono ricalcolati molti più valori di fib, o sottoproblemi, portando ad un algoritmo a tempi esponenziali (O(2ⁿ)).
Ora, si supponga di avere un semplice oggetto mappa, m, che mappi ogni valore fib calcolato al proprio risultato, e si modifichi la funzione al fine di utilizzarlo ed aggiornarlo. La funzione risultante richiede solo un tempo O(n) invece che un tempo esponenziale:
```
var m := map(0 → 1, 1 → 1)
function fib(n)
     if map m does not contain key n
         m[n] := fib(n − 1) + fib(n − 2)
     return m[n]

```

Questa tecnica di salvataggio dei valori già calcolati è chiamata memoizzazione. Si tratta dell'approccio top-down, visto che in primo luogo il problema è stato diviso in sottoproblemi, poi sono stati calcolati e salvati i valori.
Nel caso dell'approccio bottom-up, prima si calcola il più piccolo valore di fib, poi si costruiscono i valori più grandi a partire da questo. Anche questo metodo richiede un tempo O(n), visto che contiene un ciclo che si ripete n − 1 volte:
```
function fib(n)
     var previousFib := 0, currentFib := 1
     repeat n − 1 times
         var newFib := previousFib + currentFib
         previousFib := currentFib
         currentFib  := newFib
     return currentFib

```

In entrambi questi esempi si è calcolato fib(2) solo una volta e poi lo si è utilizzato per calcolare sia fib(4) che fib(3), invece di calcolarlo ogni volta che questi ultimi valori vengono calcolati.

### Scacchiera
Si consideri una scacchiera di n × n caselle e una funzione costo c(i, j) che restituisce un costo associato alla casella i,j (con i la riga e j la colonna). Per esempio (su una scacchiera 5 × 5),
```
  +---+---+---+---+---+
5 | 6 | 7 | 4 | 7 | 8 |
  +---|---|---|---|---+
4 | 7 | 6 | 1 | 1 | 4 |
  +---|---|---|---|---+
3 | 3 | 5 | 7 | 8 | 2 |
  +---|---|---|---|---+
2 | 2 | 6 | 7 | 0 | 2 |
  +---|---|---|---|---+
1 | 7 | 3 | 5 | 6 | 1 |
  +---+---+---+---+---+
    1   2   3   4   5
```

tale che c(1, 3) = 5
Si abbia una pedina che possa partire in ogni casella del primo livello e che si voglia conoscere il cammino minimo (somma dei costi delle caselle visitate) per arrivare all'ultimo livello, assumendo che la pedina si possa muovere solo in avanti o in diagonale a sinistra-avanti o destra-avanti. Cioè una pedina in (1,3) può spostarsi su (2,2) (2,3) (2,4)
```
  +---+---+---+---+---+
5 |   |   |   |   |   |
  +---|---|---|---|---+
4 |   |   |   |   |   |
  +---|---|---|---|---+
3 |   |   |   |   |   |
  +---|---|---|---|---+
2 |   | x | x | x |   |
  +---|---|---|---|---+
1 |   |   | O |   |   |
  +---+---+---+---+---+
    1   2   3   4   5
```

Questo problema presenta una sottostruttura ottimale: la soluzione dell'intero problema risiede nelle soluzioni dei sottoproblemi. Si definisca la funzione q(i, j) come
q(i, j) = minimo costo per raggiungere la casella (i, j)
Se è possibile trovare i valori di questa funzione per tutte le caselle al livello n, si prende il minimo e si segue il percorso inverso per arrivare al cammino minimo.
Data una qualsiasi casella è facile vedere che q(i, j) è uguale al minimo costo per arrivare a qualsiasi delle tre caselle al di sotto, visto che queste sono le uniche da cui può essere raggiunta, più c(i, j). Per esempio:
```
  +---+---+---+---+---+
5 |   |   |   |   |   |
  +---|---|---|---|---+
4 |   |   | A |   |   |
  +---|---|---|---|---+
3 |   | B | C | D |   |
  +---|---|---|---|---+
2 |   |   |   |   |   |
  +---|---|---|---|---+
1 |   |   |   |   |   |
  +---+---+---+---+---+
    1   2   3   4   5
```

{\displaystyle q(A)=\min(q(B),\;q(C),\;q(D))\;+\;c(A)}
Ora si definisca q(i, j) in termini leggermente più generali:
{\displaystyle q(i,j)=\left\{{\begin{matrix}\infty &j<1{\mbox{ or }}j>n\\c(i,j)&i=1\\\min(q(i-1,j-1),q(i-1,j),q(i-1,j+1))+c(i,j)&{\mbox{otherwise}}\end{matrix}}\right.}
Questa equazione è abbastanza diretta. La prima linea è là semplicemente per rendere più semplice la ricorsività quando si ha a che fare con gli angoli, per cui si ha bisogno di una sola ricorsione. La seconda linea dice cosa succede al primo livello, per cui si ha qualcosa da cui partire. La terza linea, la ricorsione, è la parte importante. È sostanzialmente la stessa cosa che nell'esempio A,B,C,D. Da questa definizione è possibile creare un codice diretto e ricorsivo per q(i, j). Negli pseudocodici seguenti, n è la dimensione della scacchiera, c(i, j) è la funzione costo, e min() restituisce il minore tra un certo numero di valori:
```
function minCost(i, j)
     if j < 1 OR j > n
         return infinity
     else if i = 1
         return c(i, j)
     else    
         return min( minCost(i-1, j-1), minCost(i-1, j), minCost(i-1, j+1) ) + c(i, j)

```

Questa funzione calcola solo il costo del cammino, non il cammino stesso. Si arriverà presto al cammino; in questo algoritmo, come nell'esempio dei numeri di Fibonacci, il calcolo del cammino è molto lento, poiché si spreca tempo nel ricalcolare più volte il medesimo cammino minimo. È comunque possibile calcolare il cammino più velocemente nella modalità bottom-up, ad esempio usando un array bidimensionale q[i, j] invece della precedente funzione. Questo perché quando si usa una funzione si ricomputa lo stesso cammino ed è possibile scegliere in precedenza quale valore calcolare.
C'è anche bisogno di sapere qual è il reale cammino. Il problema del cammino può essere risolto utilizzando un altro array p[i, j], un array predecessore. Questo array in sostanza dice qual è il cammino di provenienza. Si consideri il seguente codice:
```
function computeShortestPathArrays()
     for x from 1 to n
         q[1, x] := c(1, x)
     for y from 1 to n
         q[y, 0]     := infinity
         q[y, n + 1] := infinity
     for y from 2 to n
         for x from 1 to n
             m := min(q[y-1, x-1], q[y-1, x], q[y-1, x+1])
             q[y, x] := m + c(y, x) 
             if m = q[y-1, x-1]
                 p[y, x] := -1
             else if m = q[y-1, x]
                 p[y, x] :=  0
             else
                 p[y, x] :=  1

```

Ora il problema è semplicemente quello di individuare il minimo e stamparlo.
```
function computeShortestPath()
     computeShortestPathArrays()
     minIndex := 1
     min := q[n, 1] 
     for i from 2 to n 
         if q[n, i] < min
             minIndex := i
             min := q[n, i]
     printPath(n, minIndex)

function printPath(y, x)
     print(x)
     print("<-")
     if y = 2
         print(x + p[y, x])
     else
         printPath(y-1, x + p[y, x])

```

## Esempi classici aggiuntivi

### Longest Common Subsequence (LCS)
Il problema della sottosequenza comune più lunga trova la più lunga sequenza di caratteri che appare in ordine (non necessariamente contiguo) in due stringhe.
Sottostruttura ottimale:
- Se X[i] = Y[j], allora LCS(X[1..i], Y[1..j]) = LCS(X[1..i-1], Y[1..j-1]) + X[i]
- Altrimenti, LCS(X[1..i], Y[1..j]) = max(LCS(X[1..i-1], Y[1..j]), LCS(X[1..i], Y[1..j-1]))

Implementazione:
```
LCS_LENGTH(X, Y, m, n):
    for i = 0 to m:
        dp[i][0] = 0
    for j = 0 to n:
        dp[0][j] = 0
    
    for i = 1 to m:
        for j = 1 to n:
            if X[i] = Y[j]:
                dp[i][j] = dp[i-1][j-1] + 1
            else:
                dp[i][j] = max(dp[i-1][j], dp[i][j-1])
    
    return dp[m][n]

```

Complessità: O(mn) tempo e spazio

### Problema dello zaino 0-1
Dato uno zaino di capacità W e n oggetti con peso e valore, massimizzare il valore totale senza superare la capacità, dove ogni oggetto può essere preso al massimo una volta.
Ricorrenza:
```
OPT(i, w) = {
    0                                           se i = 0 o w = 0
    OPT(i-1, w)                                se peso[i] > w
    max(OPT(i-1, w), OPT(i-1, w-peso[i]) + valore[i])  altrimenti
}

```

Implementazione:
```
KNAPSACK_01(peso, valore, n, W):
    for i = 0 to n:
        dp[i][0] = 0
    for w = 0 to W:
        dp[0][w] = 0
    
    for i = 1 to n:
        for w = 1 to W:
            if peso[i] <= w:
                dp[i][w] = max(dp[i-1][w], 
                              dp[i-1][w-peso[i]] + valore[i])
            else:
                dp[i][w] = dp[i-1][w]
    
    return dp[n][W]

```

Complessità: O(nW) tempo, O(nW) spazio

## Analisi di complessità
La programmazione dinamica generalmente trasforma algoritmi esponenziali in polinomiali:
| Problema               | Approccio naive | Programmazione dinamica |
| ---------------------- | --------------- | ----------------------- |
| Fibonacci              | O(2ⁿ)           | O(n)                    |
| LCS                    | O(2^(m+n))      | O(mn)                   |
| Zaino 0-1              | O(2ⁿ)           | O(nW)                   |
| Cammino minimo griglia | O(3ⁿ)           | O(mn)                   |

### Ottimizzazione dello spazio
Spesso è possibile ridurre la complessità spaziale osservando che molti algoritmi DP necessitano solo delle soluzioni dei sottoproblemi "precedenti":
Esempio per LCS (da O(mn) a O(min(m,n)) spazio):
```
LCS_SPACE_OPTIMIZED(X, Y, m, n):
    prev = array[n+1]
    curr = array[n+1]
    
    for i = 1 to m:
        for j = 1 to n:
            if X[i] = Y[j]:
                curr[j] = prev[j-1] + 1
            else:
                curr[j] = max(prev[j], curr[j-1])
        prev = curr
        curr = new array[n+1]
    
    return prev[n]

```

## Tecniche avanzate

### Programmazione dinamica su alberi
Molti problemi su alberi possono essere risolti con DP definendo stati sui nodi.
Esempio - Massimo Independent Set su albero:
```
MIS_TREE(root):
    if root is null:
        return 0
    
    // Include root: non posso includere figli
    include = root.value
    for each grandchild of root:
        include += MIS_TREE(grandchild)
    
    // Escludi root: posso includere figli
    exclude = 0
    for each child of root:
        exclude += MIS_TREE(child)
    
    return max(include, exclude)

```

### Programmazione dinamica con bitmask
Utilizzata per problemi su sottoinsiemi quando n è piccolo (tipicamente n ≤ 20).
Esempio - Traveling Salesman Problem:
```
TSP_DP(dist, n):
    dp[mask][i] = minimo costo per visitare tutti i nodi in mask, terminando in i
    
    dp[1][0] = 0  // Solo nodo 0 visitato
    
    for mask = 1 to (1<<n)-1:
        for u = 0 to n-1:
            if mask & (1<<u):
                for v = 0 to n-1:
                    if mask & (1<<v) and u != v:
                        new_mask = mask ^ (1<<u)
                        dp[mask][u] = min(dp[mask][u], 
                                         dp[new_mask][v] + dist[v][u])
    
    // Trova minimo tra tutti i nodi finali
    result = infinity
    for i = 1 to n-1:
        result = min(result, dp[(1<<n)-1][i] + dist[i][0])
    return result

```

## Limitazioni e considerazioni

### Quando non usare la programmazione dinamica
- Assenza di sottoproblemi sovrapposti: Se i sottoproblemi sono sempre distinti, divide et impera è più appropriato
- Assenza di sottostruttura ottimale: Alcuni problemi non possono essere decomposti ottimamente
- Vincoli di memoria: Algoritmi DP possono richiedere spazio esponenziale per alcuni problemi
- Problemi online: DP tipicamente richiede conoscenza completa dell'input

### Errori comuni
- Definizione errata dello stato: Perdita di informazioni necessarie per la ricostruzione ottimale
- Ordine di calcolo scorretto: Calcolare stati prima che le loro dipendenze siano risolte
- Overflow numerico: Valori intermedi molto grandi in calcoli DP

## Applicazioni pratiche
La programmazione dinamica trova applicazione in numerosi domini:
- Bioinformatica: Allineamento di sequenze, predizione di strutture proteiche
- Computer vision: Seam carving, stereo matching, riconoscimento di pattern
- Intelligenza artificiale: Programmazione dinamica probabilistica, reinforcement learning
- Economia: Modelli di decisione sequenziale, teoria dei giochi, ottimizzazione di portfolio
- Ingegneria: Ottimizzazione di reti, controllo ottimale, scheduling